# إيفانا لينش
ايفانا لينش (بالإنجليزية: Evanna Lynch)‏ (مواليد 16 أغسطس 1991)، هي ممثلة وعارضة أزياء أيرلندية بدأت مسيرتها الفنية عام 2007. اشتهرت بتمثيلها دور لونا لوفجود في سلسلة أفلام هاري بوتر.

## الأعمال

### أفلام
- هاري بوتر وجماعة العنقاء
- هاري بوتر والأمير الهجين
- هاري بوتر ومقدسات الموت – الجزء 1
- هاري بوتر ومقدسات الموت – الجزء 2
- جي بي آف (2013)

## روابط خارجية
- إيفانا لينش على موقع IMDb (الإنجليزية)
- إيفانا لينش على موقع ميتاكريتيك (الإنجليزية)
- إيفانا لينش على موقع روتن توميتوز (الإنجليزية)
- إيفانا لينش على موقع ألو سيني (الفرنسية)
- إيفانا لينش على موقع ميوزك برينز (الإنجليزية)
- إيفانا لينش على موقع أول موفي (الإنجليزية)
- إيفانا لينش على موقع قاعدة بيانات الأفلام السويدية (السويدية)
- إيفانا لينش على موقع إن إن دي بي (الإنجليزية)
- إيفانا لينش على موقع قاعدة بيانات الفيلم (الإنجليزية)
- إيفانا لينش على موقع كينوبويسك (الروسية)